# Leopoldia longipes
Leopoldia longipes är en sparrisväxtart som först beskrevs av Pierre Edmond Boissier, och fick sitt nu gällande namn av A.S.Losina- Losinskaja. Leopoldia longipes ingår i släktet Leopoldia och familjen sparrisväxter.

## Underarter
Arten delas in i följande underarter:
- L. l. longipes
- L. l. negevensis

## Bildgalleri

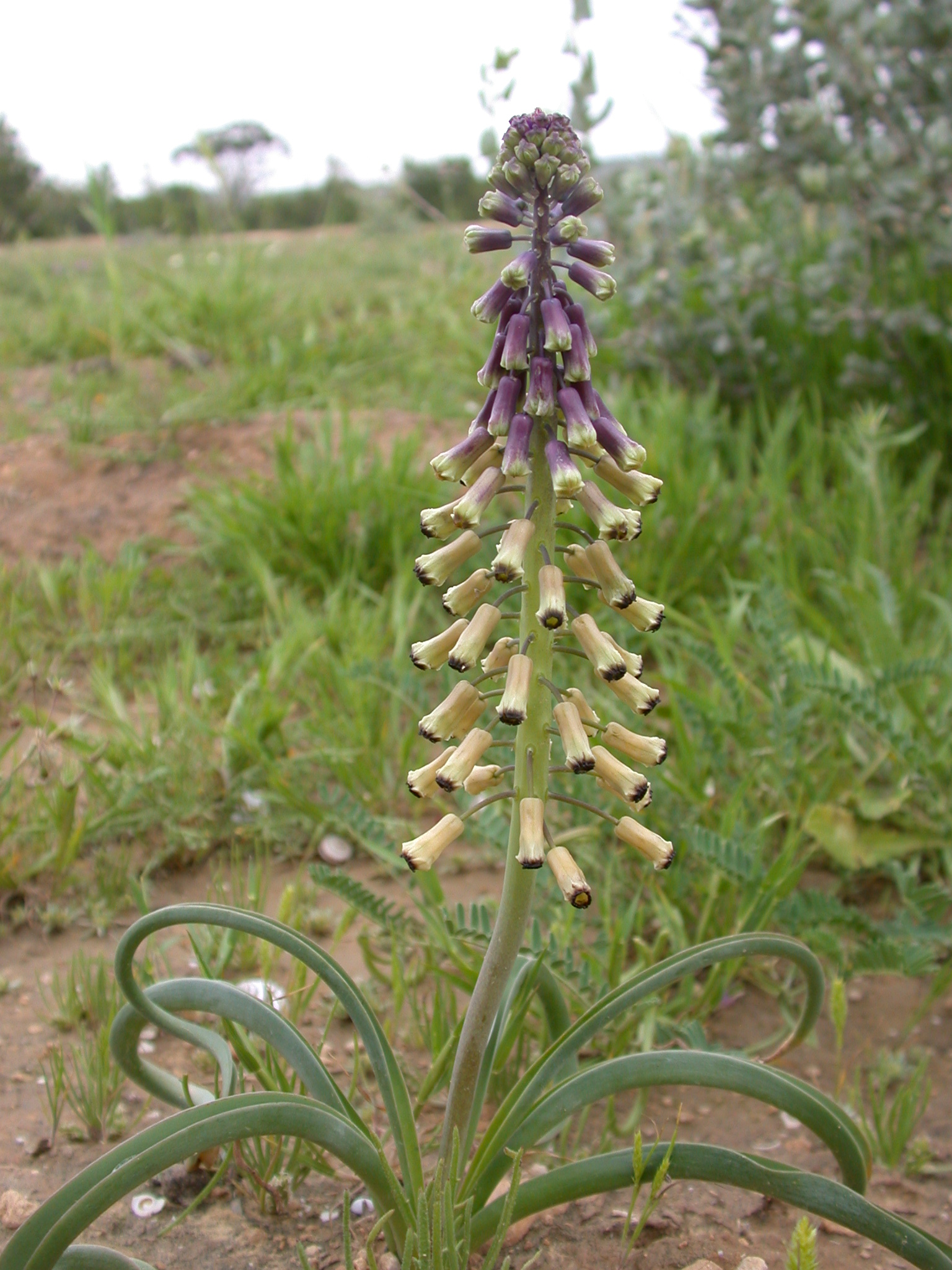
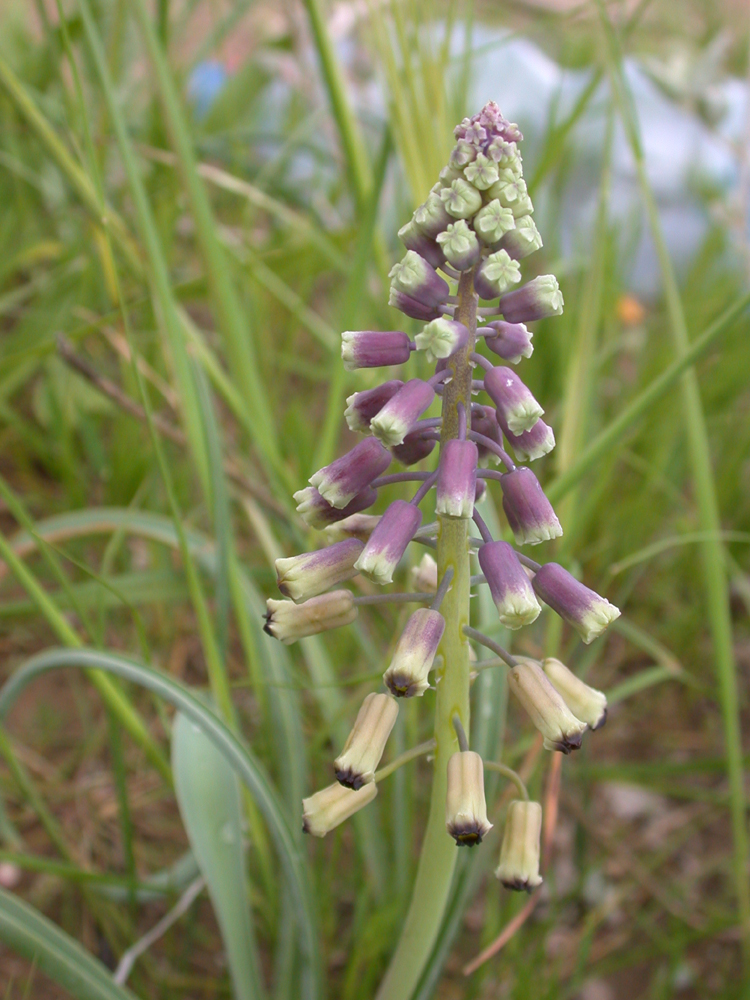
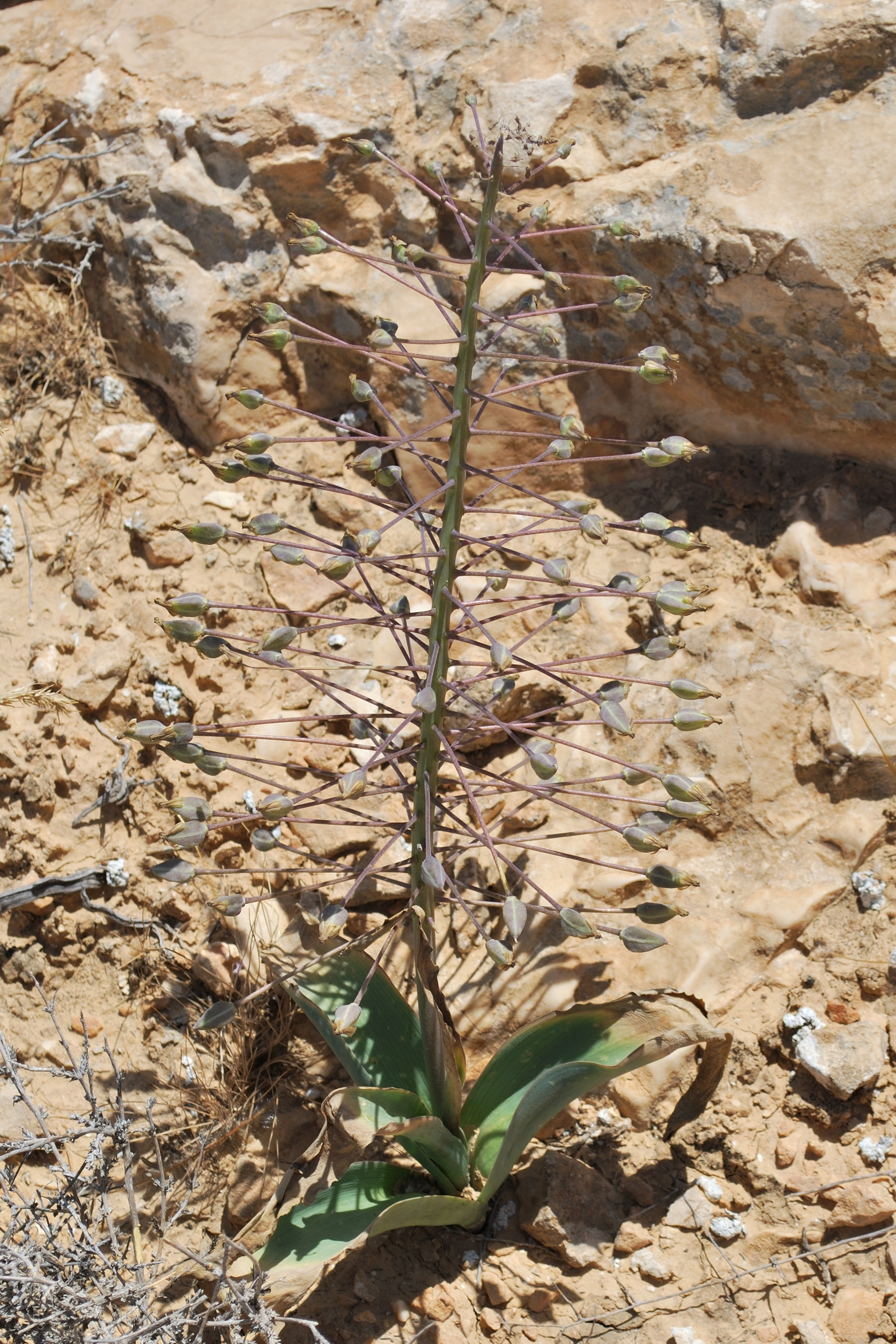
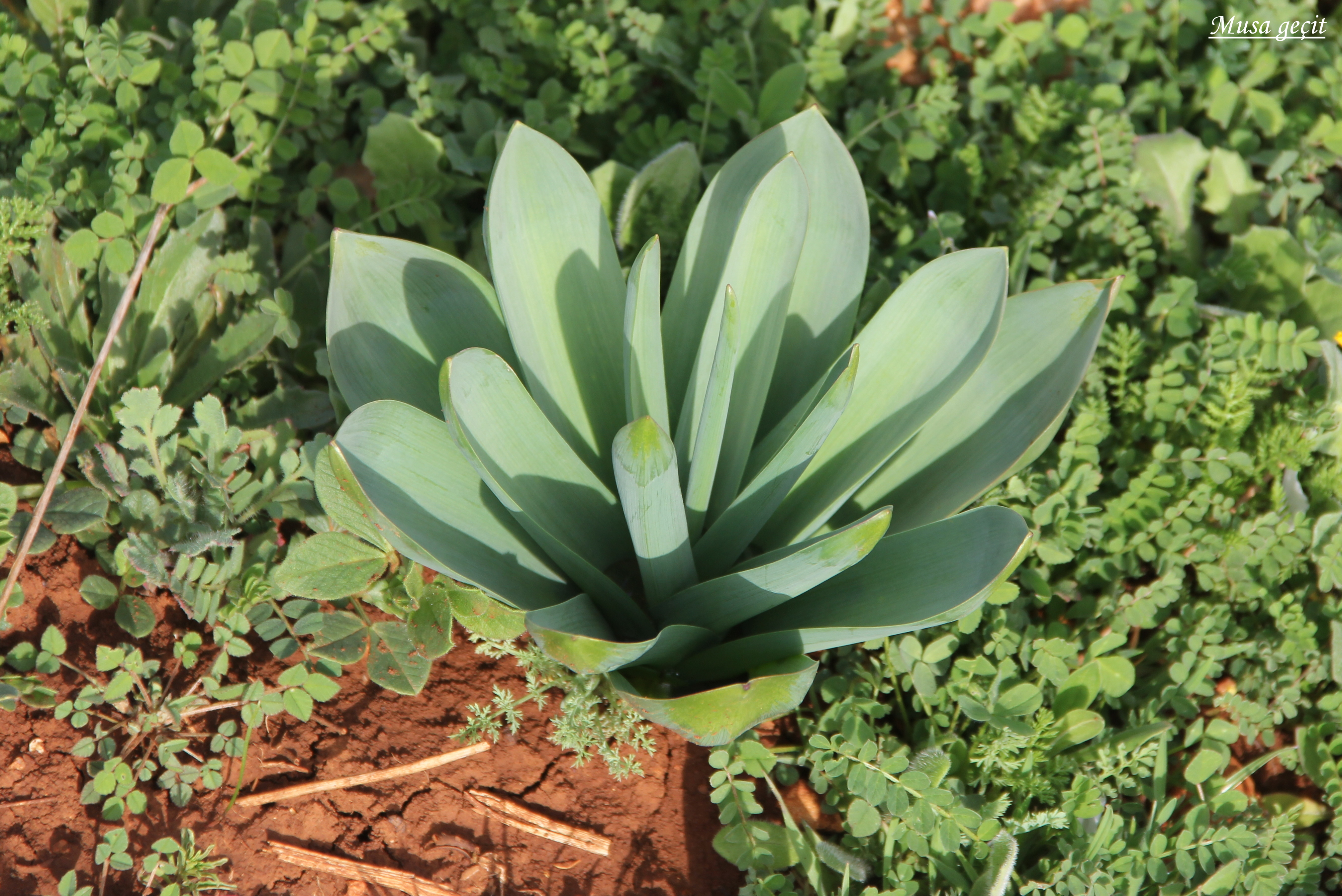